# 미르타 르그랑

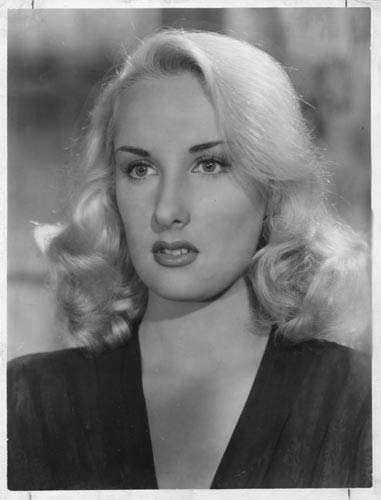
1946년 모습

미르타 르그랑(Mirtha Legrand, 1927년 2월 23일 ~ )은 아르헨티나의 배우, 텔레비전 사회자이다.